# Бабурка (Запорожский район)
Бабурка (укр. Бабурка) — село, Долинский сельский совет, Запорожский район, Запорожская область, Украина.
Код КОАТУУ — 2322183502. Население по переписи 2001 года составляло 362 человека.

## Географическое положение
Село Бабурка находится возле южной окраины Хортицкого района г. Запорожья, в 2 километрах от правого рукава огибающего остров Хортицу, так называемого Старого Днепра, выше по течению примыкает город Запорожье, ниже по течению на расстоянии в 5 км расположено село Нижняя Хортица.
По селу протекает небольшая речушка Бабурка.
Через село проходят автомобильная дорога Т-0804 и железная дорога, станция Хортица.

## История
В 1772 году в Запорожской Сечи для охраны от врага были выделены посты на границе, один из которых «при полковнике Иване Бабуре и двух старшинах да двести человек рядовых казаков пароконных» стоял напротив острова Хортицы. После ликвидации Запорожской Сечи Бабура перешёл на службу в российскую армию и в 1777 году получил в ранговую дачу 3882 десятины земли (примерно 4241 га). С тех пор глубокая балка, расположенная на той земле, стала называться Бабуркой. До этого она называлась Средне-Хортицкой (по названию реки).
1785 год — дата основания села.